# Oxyagrion imeriense
Oxyagrion imeriense är en trollsländeart som först beskrevs av De Marmels 1989.  Oxyagrion imeriense ingår i släktet Oxyagrion och familjen dammflicksländor. Inga underarter finns listade i Catalogue of Life.